# 第5地対艦ミサイル連隊
第5地対艦ミサイル連隊（だいごちたいかんミサイルれんたい、JGSDF 5th Surface-to-Ship Missile Regiment：5SSMR）は、陸上自衛隊健軍駐屯地（熊本県熊本市東区）に駐屯する第2特科団隷下の野戦特科部隊（地対艦ミサイル連隊）である。

## 概要
連隊長は1等陸佐（二）が充てられ、連隊本部、本部管理中隊、ナンバー中隊（第1～第4射撃中隊）で編成され、12式地対艦誘導弾を運用し、脅威となる敵艦艇に対して対艦ミサイルをもって排除することを任務とする。
1998年（平成10年）3月に西部方面隊直轄部隊として編成され、2003年（平成15年）3月に西部方面特科隊の隷下部隊となり、2024年（令和6年）3月の部隊改編により第2特科団の隷下部隊となる。
第7地対艦ミサイル連隊が発足するまでは南西諸島に展開する独立地対艦ミサイル中隊（第301～第304地対艦ミサイル中隊）が隷下にあった。

## 沿革
- 1998年（平成10年）3月26日：第5地対艦ミサイル連隊が西部方面隊直轄部隊として健軍駐屯地において編成完結。
- 2003年（平成15年）3月27日：部隊改編等

1. 第5地対艦ミサイル連隊が西部方面特科隊隷下に編合。
2. 後方支援体制変換に伴い、直接支援隊を廃止し、整備部門を西部方面後方支援隊第101特科直接支援隊直接支援中隊へ移管。

- 2011年（平成23年）11月11日：平成23年度の統合実動演習（JX）において11・12の両日、奄美大島で88式地対艦誘導弾の展開・作戦準備を公開した。10日正午に民間フェリーで鹿児島港を出港し、車両約120両は同日午後11時、奄美大島の名瀬港に到着。部隊は直ちに奄美市住用町の奄美体験交流館を拠点に、近傍の内海公園に展開を開始した。12日、報道陣が見守る中、隊員が発射装置を搭載した車両2両を設置し、発射までの手順を確認した[1]。
- 2016年（平成28年）3月    ：12式地対艦誘導弾が配備される[2]。
- 2019年（平成31年）3月26日：廃止した第4地対艦ミサイル連隊第4射撃中隊を基幹に第301地対艦ミサイル中隊が瀬戸内分屯地に新編[3]。
- 2020年（令和02年）3月26日：第302地対艦ミサイル中隊を宮古島駐屯地に新編[4][5]。
- 2021年（令和03年）：天草地方の災害派遣担任を西部方面特科連隊第1大隊より移管[6]。
- 2022年（令和04年）3月17日：第303地対艦ミサイル中隊が健軍駐屯地に新編[7]。
- 2023年（令和05年）3月16日：部隊移駐・新編

1. 第303地対艦ミサイル中隊が健軍駐屯地から新たに開庁した石垣駐屯地に移駐[8]。
2. 第304地対艦ミサイル中隊が健軍駐屯地に新編[9]。

- 2024年（令和06年）3月21日：部隊改編[10][11]

1. 西部方面特科隊の第2特科団への増強改編に伴い、同団に隷属。
2. 第301～第304地対艦ミサイル中隊を廃止し、同部隊の人員・装備をもって第7地対艦ミサイル連隊隷下の第1～第4地対艦ミサイル中隊に改編。

## 部隊編成

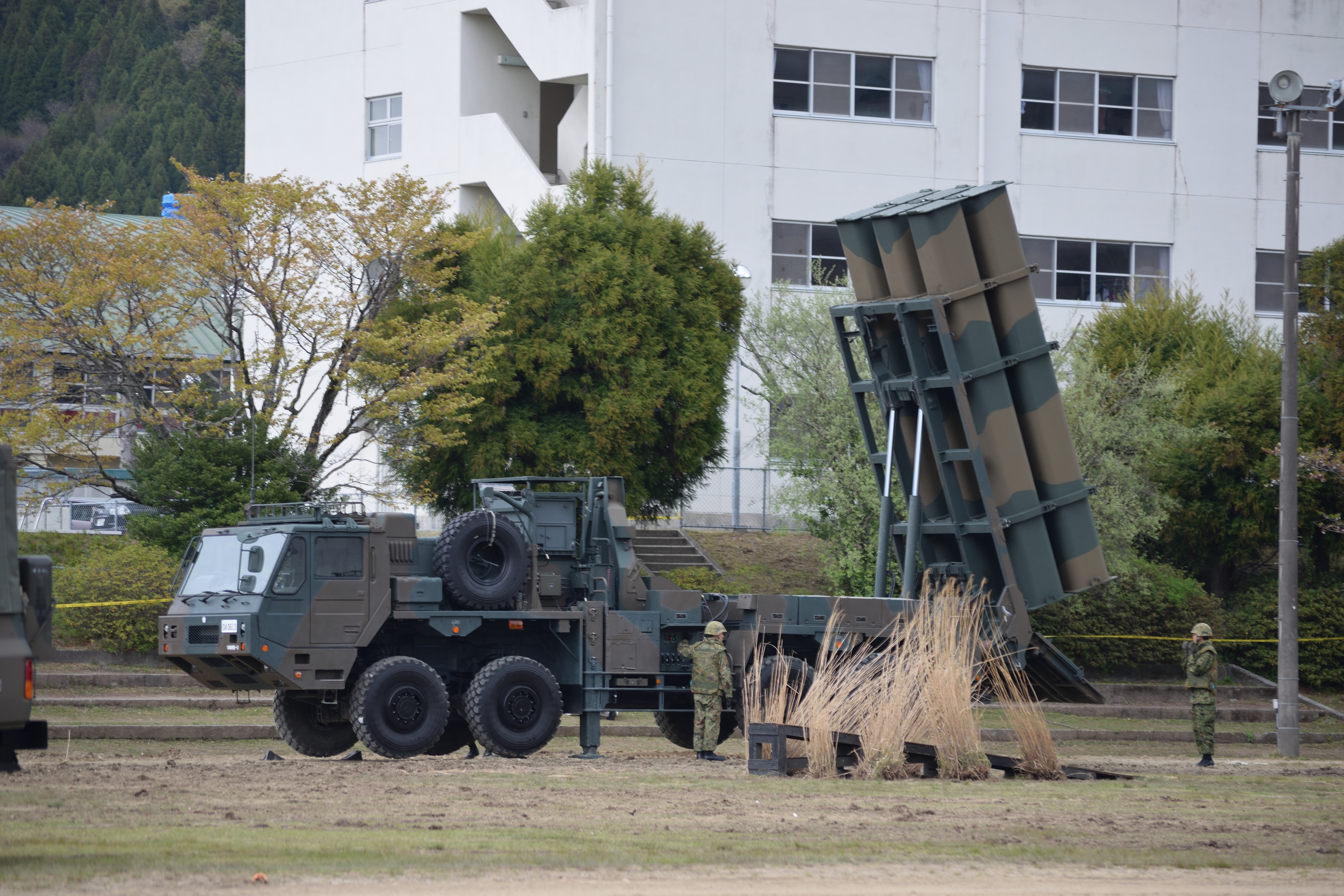
模擬射撃体勢をとる12SSM

特筆なければ健軍駐屯地駐屯。
- 第5地対艦ミサイル連隊本部
- 本部管理中隊「5地対艦-本」
- 第1射撃中隊「5地対艦-1」
- 第2射撃中隊「5地対艦-2」
- 第3射撃中隊「5地対艦-3」
- 第4射撃中隊「5地対艦-4」

## 整備支援部隊
新編時は、高射特科群のように野整備部隊の直接支援隊を編制内に加えていたが2003年（平成15年）3月に西部方面後方支援隊隷下の第101特科直接支援隊直接支援中隊に改編して指揮系統が別となった。
- 第5地対艦ミサイル連隊直接支援隊「5地対艦-直支」（健軍駐屯地）：1998年（平成10年）3月26日から2003年（平成15年）3月26日（廃止）の間。
- 第101特科直接支援隊直接支援中隊「101特直支-直支」（健軍駐屯地）：2003年（平成15年）3月27日から2019年（平成31年）3月25日の間。（隷下の直接支援隊を改称。）
- 第101特科直接支援隊第2直接支援中隊「101特直支-2」（健軍駐屯地）：2019年（平成31年）3月26日から（直接支援中隊を改称。）
- 第102特科直接支援大隊第2直接支援中隊「102特直支-2」（健軍駐屯地）：2024年（令和6年）3月21日から

## 主要幹部
| 官職名                  | 階級    | 氏名     | 補職発令日     | 前職                           |
| ----------------------- | ------- | -------- | -------------- | ------------------------------ |
| 第5地対艦ミサイル連隊長 | 1等陸佐 | 陳之内宏 | 2025年03月17日 | 陸上自衛隊富士学校特科部副部長 |

| 代 | 氏名       | 在職期間                        | 前職                                              | 後職                                  |
| -- | ---------- | ------------------------------- | ------------------------------------------------- | ------------------------------------- |
| 01 | 宮崎金次   | 1998年03月26日 - 2000年03月26日 | 西部方面総監部防衛部防衛課長                      | 第3教育団副団長                       |
| 02 | 迎直樹     | 2000年03月27日 - 2002年08月01日 | 特科教導隊長                                      | 陸上自衛隊幹部候補生学校勤務          |
| 03 | 柚木冨士夫 | 2002年08月01日 - 2005年03月31日 | 陸上自衛隊幹部候補生学校学校教官                  | 陸上自衛隊幹部候補生学校総務部長      |
| 04 | 大野法晴   | 2005年04月01日 - 2007年03月31日 | 陸上自衛隊小平学校語学教育部長                    | 西部方面特科隊副隊長                  |
| 05 | 日髙孝一   | 2007年04月01日 - 2009年03月31日 | 西部方面総監部人事部厚生課長                      | 西部方面特科隊副隊長                  |
| 06 | 緒方大介   | 2009年04月01日 - 2010年12月12日 | 九州防衛局防衛補佐官                              | 西部方面特科隊副隊長                  |
| 07 | 立石健一   | 2010年12月13日 - 2013年03月31日 | 東北方面総監部防衛部訓練課長                      | 陸上自衛隊富士学校特科部教育課長      |
| 08 | 徳橋浩志   | 2013年04月01日 - 2016年03月22日 | 東北方面総監部防衛部訓練課長                      | 陸上幕僚監部総括副監察官              |
| 09 | 宮﨑章     | 2016年03月23日 - 2017年12月19日 | 陸上幕僚監部教育訓練部 教育訓練課訓練・演習班長   | 陸上幕僚監部防衛部防衛協力課長        |
| 10 | 古川幹雄   | 2017年12月20日 - 2020年03月15日 | 陸上幕僚監部運用支援・訓練部 運用支援課陸上連絡官 | 福岡駐屯地業務隊長                    |
| 11 | 村上輝高   | 2020年03月16日 - 2022年12月22日 | 陸上幕僚監部人事教育部 人事教育計画課制度班長     | 陸上幕僚監部防衛部防衛課研究室長      |
| 12 | 秋山洋三   | 2022年12月23日 - 2025年03月16日 | 陸上幕僚監部人事教育部 人事教育計画課制度班長     | 陸上幕僚監部運用支援・訓練部 訓練課長 |
| 13 | 陳之内宏   | 2025年03月17日                  | 陸上自衛隊富士学校特科部副部長                    |                                       |

## 主要装備
- 12式地対艦誘導弾：2016年（平成28年）3月から
- 1/2tトラック / 73式小型トラック
- 1 1/2tトラック / 73式中型トラック
- 3 1/2tトラック / 73式大型トラック
- 7tトラック / 74式特大型トラック
- 小型ドーザ
- 89式5.56mm小銃
- 9mm拳銃
- 12.7mm重機関銃

過去の装備
- 88式地対艦誘導弾システム：1998年（平成10年）3月26日新編時から。

## 警備隊区
- 熊本県天草市、上天草市、天草郡苓北町

## 廃止部隊・改編部隊
- 2003年（平成15年）3月26日廃止
  - 第5地対艦ミサイル連隊直接支援隊「5地対艦-直支」（健軍駐屯地）：西部方面後方支援隊第101特科直接支援隊直接支援中隊に改編。
- 2024年（令和6年）3月20日廃止
  - 第301地対艦ミサイル中隊「301地対艦」（瀬戸内分屯地）：第7地対艦ミサイル連隊第1地対艦ミサイル中隊に改組。
  - 第302地対艦ミサイル中隊「302地対艦」（宮古島駐屯地）[5]：第7地対艦ミサイル連隊第2地対艦ミサイル中隊に改組。
  - 第303地対艦ミサイル中隊「303地対艦」（石垣駐屯地）[7]：第7地対艦ミサイル連隊第3地対艦ミサイル中隊に改組。
  - 第304地対艦ミサイル中隊「304地対艦」（健軍駐屯地）：勝連分屯地に移駐し、第7地対艦ミサイル連隊第4地対艦ミサイル中隊に改組。